# Irajuba
Irajuba is een gemeente in de Braziliaanse deelstaat Bahia. De gemeente telt 7.666 inwoners (schatting 2009).